# Sweet Valerian
Sweet Valerian (スウィート・ヴァレリアン?, Suīto Varerian) è una serie televisiva anime realizzata dallo studio Madhouse, diretta da Hiroaki Sakurai e con il character design delle CLAMP. I 18 episodi della serie, della durata di quattro minuti, sono stati trasmessi in Giappone dal 1º agosto al 19 dicembre 2004
L'anime è stato adattato in manga dall'artista Hiyoko Hatano e pubblicato da Kōdansha sulla rivista Nakayoshi nel 2005.

## Trama
Nella città di Asialand tre giovani ragazze, Kanoko, Kate e Pop, dopo essersi frequentate all'autoscuola per prendere la patente per ciclomotori, finiscono risucchiate nel mondo dell'eremita Orecchio. Questa creatura, assieme alla mascotte e presentatore della trasmissione Panda-bu, dona alle ragazze la patente per essere una Sweet Valerian, certificazione capace di trasformare le tre ragazze in magiche eroine-coniglietto. Il compito delle Sweet Valerian è vigilare sulla città e contrastare i piani della banda dello stress, un gruppo di creature malvagie che, sfruttando l'insoddisfazione delle persone e il loro grado di frustrazione, approfitta degli abitanti di Asialand per generare il caos.

## Personaggi

Le tre eroine della serie: Pop, Kanoko e Kate

Kanoko (カノコ?)
Doppiata da Ami Koshimizu
Bionda leader del gruppo, tenta contro ogni mostro un approccio non violento ed aperto al dialogo, ma una volta provocata è lei stessa la prima a ricorrere alla violenza per risolvere la situazione. Il padre era un tempo il presidente di una ricca azienda, ma a seguito del fallimento ha preferito tentare la strada dell'inventore e, viaggiando per il mondo, lascia alla figlia il compito di vendere poi le sue creazioni. Kanoko vive in povertà lavorando tra un lavoro part-time e l'altro, dato che i suoi impegni di Valerian la portano spesso al licenziamento.
Pop (ポップ?, Poppu)
Doppiata Yu Asakawa
Presidente di una azienda nel mercato videoludico, Pop è amica di Kanoko e Kate e combatte il male nelle vesti di una coniglietta grigia, Seratonin. Trascorre le proprie giornate testando e giocando ai videogiochi che produce e ama particolarmente indossare cappelli.
Kate (ケイト?, Keito)
Doppiata da Kaori Nazuka
Modella e nemica del male nei panni di Dompamine, Kate è ben poco loquace e con una grande passione per l'occulto, cosa che porta le sue due amiche a guardarla con inquietudine quando assorbita dai suoi interessi.
Panda-bu (パンダブー?)
Doppiato da Mika Kanai
Mascotte delle eroine e narratore, termina ogni frase con l'espressione "-bu".
Eremita Orecchio (耳仙人?, Mimi sennin)
Doppiato da Yuuichi Nagashima
Abitante del mondo magico in cui vengono catapultate Kanoko, Pop e Kate e mentore delle Sweet Valerian. Le sue tecniche, ben poco adeguate al combattimento, permetteranno tuttavia alle eroine coniglietto a trovare un colpo da impiegare come tecnica finale.
Banda dello stress (ストレス団?, Sutoresu-gumi)
Doppiato da Kazuki Yao
Nemici delle eroine guidati da un capo spietato che fa loro trasformare ogni persona stressata in un mostro. Quando non sono impegnati nello spargere il caos in città, risiedono in un edificio fatiscente che funge da sede per l'impresa Jimi.
Kinjirō Tanuma (田沼金次郎?, Tanuma Kinjirō)
Doppiato da Yao Kazuki
Capo della banda dello stress e vera mente dietro ai piani del gruppo. Accumulando stress egli stesso ha assunto un aspetto minaccioso e leonino, ma sotto di ciò si nasconde una tenera creatura simile ad un tanuki.